# Igny (Essonne)
Igny è un comune francese di 10 662 abitanti situato nel dipartimento dell'Essonne nella regione dell'Île-de-France.

## Società

### Evoluzione demografica
Abitanti censiti